# 미완성 효과
미완성 효과 또는 자이가르니크 효과[Zeigarnic effect]란 성공한 일보다는 미완성이거나 실수가 있었던 일을 더 잘 기억하는 증상을 말한다.

## 배경
게슈탈트 심리학을 연구한 쿠르트 레빈(Kurt Lewin) 교수가 웨이터가 미결제 주문을 잘 상기시키는 것을 알아챈 후, 심리학자 블류마 제이가르니크는 이 현상을 처음으로 연구했다. 그러나, 모든 사람이 지불한 완료된 주문 후, 웨이터는 주문의 어떠한 세부사항들을 기억할 수 없었다. 자이가르니크는 이 현상을 뒷받침하는 역동적 인 사실을 밝히기 위해 일련의 실험을 계획했다.
우선, 실험 참가자들을 두 부류로 나눈 뒤, 간단한 과제를 주고 피실험자들에게 풀게 했다. 그러고 나서 한 집단은 과제를 끝마치도록 하게 했고, 다른 한 집단은 과제를 하는 도중에 중단하도록 하게했다. 그 후 , 실험 참가자들에게 과제에 대한 기억을 조사했다. 과제를 전부 끝마친 집단에 비해 중단한 집단의 기억력이 1.9배 높았다. 자이가르니크 효과는 공부를 중단하고 관련 없는 활동을 하는 학생이 중단없이 공부를 마친 학생들보다 더 나은 내용을 기억할 것임을 시사한다. 그녀의 연구 보고서는 1927년에 출판되었다.

## 원인
사람은 일을 끝까지 마치려는 본능이 있다. 따라서 일을 끝마치지 못할 경우 긴장을 하게 되고, 그래서 더 뇌리에 오래 남게 되는 것이다.

인간이 미해결의 과제를 기억하고 집중하는 특성이 있는 이유는 오랫동안 경험과정을 통한 행동적 차원의 관성이라고 여겨진다. 구체적으로, 인생을 사는 동안 모든 동시에 주어진 일은 해결된 것보다는 해결해야 할 것에 먼저 집중하는 것이 효율적이었기 때문이다.

## 관련 사례
대부분의 골프 선수들은 잘 된 샷보다 실수가 있었던 샷을 기억한다. 경기가 끝나면 좋았던 플레이보다는 자신이 실수했던 플레이가 생각나는 것은 자연스러운 현상이다.
많은 사람들이 현재 성취된 사랑보다는 안타깝게 헤어졌거나, 엇갈린 사랑과 같은 이루어지지 못한 첫사랑을 더 자주 기억하게 되는 것도 미완성 효과와 관련된 현상이다.
픽사의 애니메이션 영화 업(UP)의 주제도 미처 끝내지 못한 일이다. 메인 캐릭터인 할아버지 칼은 거동이 불편함에도 불구하고 젊었을 적 아내와의 약속을 지키기 위해 폭포 여행을 떠난다. 칼은 아내와의 추억과 기억이 담겨있던 평생 살던 집을 풍선에 매달아 열기구처럼 하늘을 날며 여행을 시작한다. 나이든 칼이 집을 이끌고 폭포로 향하는 모습은 미완성에 갇혀있는 사람의 모습을 잘 보여준다. 칼이 집을 버리는 순간, 그는 얽매여있던 과거에서 벗어나기 시작한 것이다.

은혜나 원수에 대한 기억이 계속 생각나는 이유도 이와 관련되어 설명할 수 있다. 타인에게 받은 것을 제대로 돌려줬다면 기억도 속 편하게 잊을 수 있다. 그러나 그러지 못할 경우 그 일을 잊지 못한다.

꿈 기억도 이와 같다. 기억하는 꿈들은 꾸던 도중 깨어난 것이다. 사람은 매일 밤 꿈을 꾸지만 대부분의 꿈은 기억하지 못한다. 그 이유는 시작에서 끝까지 전부 완결되었기 때문이다. 하지만 도중에 깨어나 중단된 것들은 기억에 남는다.

무당의 굿, 심리치료사의 사이코드라마는 미완성 과제를 해결하기 위한 문화적 대안이다. 공연이나 치료를 통해 일을 완성시키는 경험을 함으로써 환자는 평온해지고 귀신은 성불한다.

## 응용 분야
마케팅과 방송사에서 응용된다. 소비자, 시청자들이 긴장하도록 의도적으로 상황을 만든다. 일을 끝내려는 본능 때문에 사람들은 끝까지 보기를 원하고 상품, 프로그램에 계속 관심을 둔다.

게임에서도 응용된다. 예를 들어 열리지 않는 방이나 이길 수 없는 괴물은 긴장함으로써 더 기억하고 집중하게 된다. 미완성 퀘스트를 깨기 위해 플레이어는 여러 노력들을 시도한다.

광고와 시리즈 형식의 영상물의 경우, 티저 형식의 광고기법은 전혀 알 수 없는 호기심 유발 이미지나 코드, 또는 스토리의 극적 순간에 광고를 끝내버려 소비자들의 기억에 준욕구상태의 잔상에 남기는 방식이며, 시리즈 형식의 드라마 등 영상물 역시, 최종장면을 극적인 사건의 미해결로 종료시키고 준욕구상태의 기억을 통해 다음편까지의 시청을 유도하는 것이다.

## 관련 도서
- 《심리학 오디세이》, 장근영 저, 예담 출판

## 같이 보기
- 클리프행어
- 지연행동